# Friedrich von Scholtz

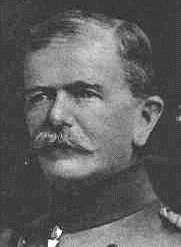
Friedrich von Scholtz

Boje Friedrich Nikolaus Scholtz, seit 1913 von Scholtz (* 24. März 1851 in Flensburg; † 30. April 1927 in Ballenstedt) war ein preußischer General der Artillerie im Ersten Weltkrieg.

## Leben
Aufgewachsen in Ballenstedt begann Scholtz seine militärische Karriere im Jahre 1870. Er meldete sich noch während der Schulzeit freiwillig zu Beginn des Deutsch-Französischen Krieges, musste zuvor jedoch zur Erlangung eines Schulabschlusses eine Notprüfung ablegen. Am 19. Juli 1870 trat er als Fahnenjunker in das Schleswig-Holsteinische Feldartillerie-Regiment Nr. 9 der Preußischen Armee in Rendsburg ein. Am 9. März 1870 wurde der zum Kanonier ausgebildete Scholtz zum Fähnrich befördert. Nach Kriegsende kehrte er zur Kriegsschule in Potsdam zurück. Seine Ernennung zum Leutnant erfolgte am 9. März 1872. 1874–76 war er an der Vereinigten Artillerie- und Ingenieurschule in Berlin, ab 1. Oktober 1879 besuchte er die Kriegsakademie und wurde am 22. März 1881 Premierleutnant. Am 1. April 1886 diente er im Großen Generalstab in Berlin und wurde am 22. März 1887 zum Hauptmann befördert.

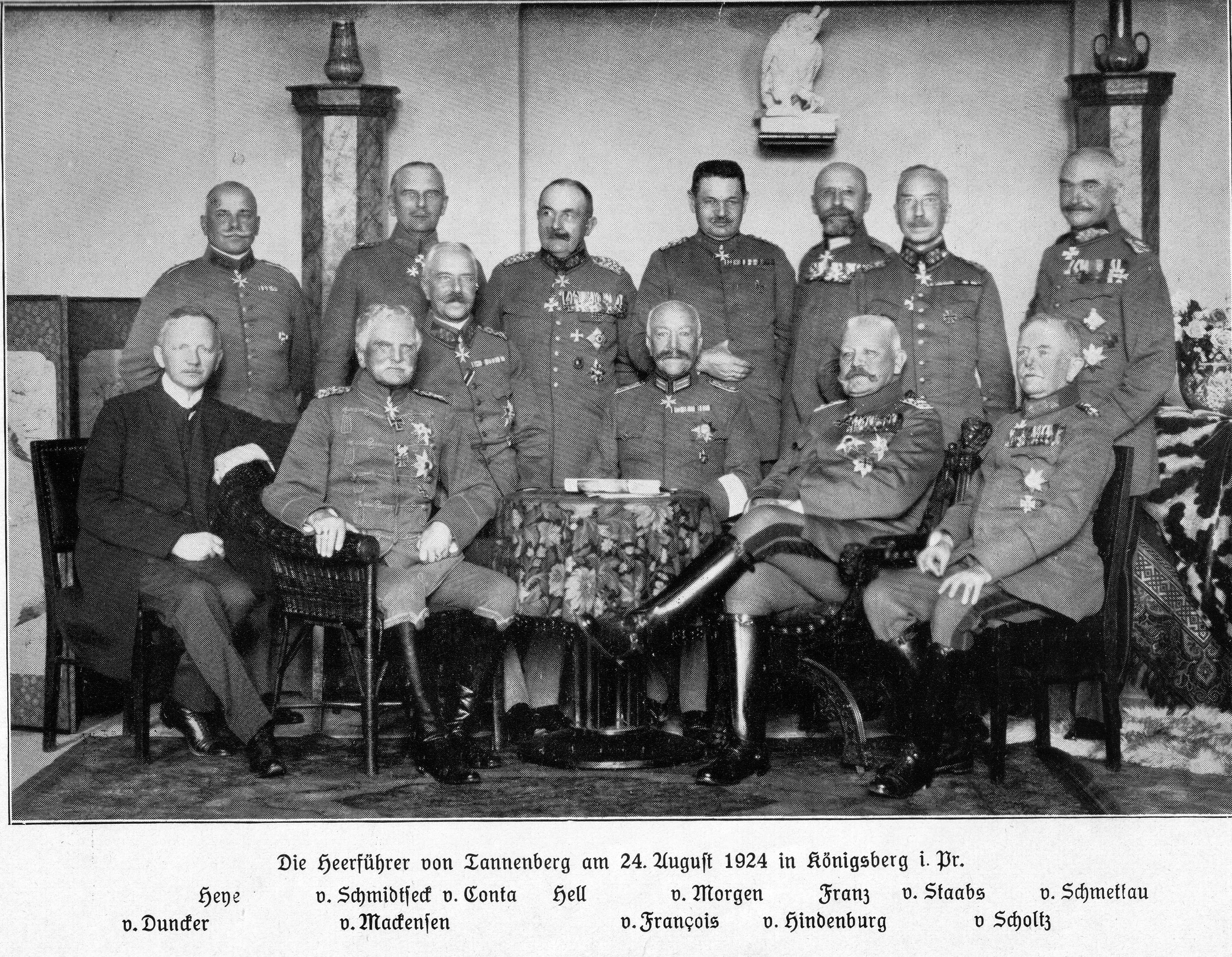
Friedrich von Scholtz

Am 31. Mai 1892 wurde er Major und am 14. März 1893 Generalstabschef des XIV. Armee-Korps in Karlsruhe. Am 18. Oktober 1896 übernahm er die III. Abteilung im 1. Ostpreußischen Feldartillerie-Regiment Nr. 16 in Königsberg und am 17. Dezember 1898 stieg er zum Oberstleutnant auf. Seit 25. März 1899 war er Chef des Stabes des XVIII. Armee-Korps und am 18. April 1901 wurde er Oberst. Am 17. Februar 1903 übernahm er das Kommando der 25. Feldartillerie-Brigade (Großherzoglich Hessische) in Darmstadt. Nachdem er am 27. Januar 1905 zum Generalmajor befördert wurde, fand er am 23. Februar 1906 als Oberquartiermeister erneut Verwendung im Großen Generalstab.
Nach seiner Ernennung zum Generalleutnant am 27. Januar 1908 übernahm er am 5. März des gleichen Jahres die Führung der 21. Division in Frankfurt am Main. Am 13. September 1912 wurde er zum General der Artillerie befördert und übernahm am 1. Oktober 1912 als Kommandierender General die Führung des XX. Armee-Korps im ostpreußischen Allenstein. Am 16. Juni 1913 wurde Scholtz anlässlich des 25-jährigen Regierungsjubiläums von Kaiser Wilhelm II. in den erblichen preußischen Adelsstand erhoben.

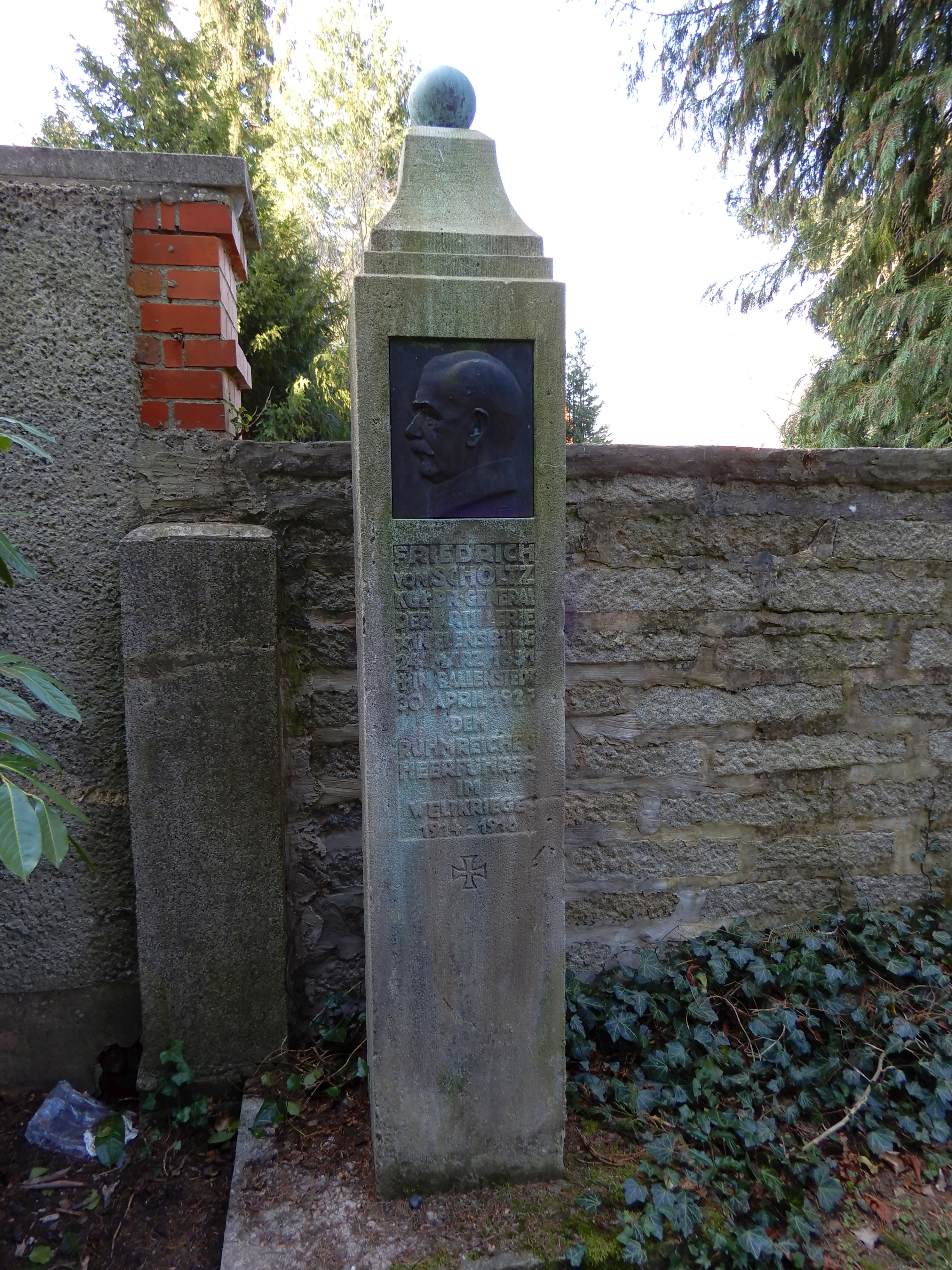
Grabmal in Ballenstedt

Zu Beginn des Ersten Weltkrieges zeichnete er sich bei der Verteidigung von Ostpreußen als Kommandierender General bei der 8. Armee unter General von Hindenburg in der Schlacht bei Tannenberg (1914) hervorragend aus. Bis zum 18. September 1915 blieb er weiterhin Führer des XX. Armee-Korps, seit 26. Mai war er zudem stellvertretender Führer der 8. Armee. Am 8. Oktober 1915 übernahm er die nach ihm benannte neu etablierte Armeeabteilung „Scholtz“ im Raum Dünaburg. Zwischen 2. Januar bis 21. April 1917 wurde Scholtz Oberbefehlshaber der 8. Armee, die vorher auch als Njemen-Armee bezeichnet wurde.
Am 22. April 1917 übernahm er von Otto von Below die Führung der Heeresgruppe „Scholtz“ an der mazedonischen Front. Ihm unterstanden dabei die deutsche 11. Armee unter General der Infanterie Kuno von Steuben und die bulgarische 1. Armee. Im September 1918 folgte für Scholtz das Kriegsende am Vardar, seine Heeresgruppe musste sich nach dem Durchbruch der alliierten Balkanarmee unter General Louis Franchet d’Espèrey nach Serbien zurückkämpfen. Am 14. Januar 1919 wurde Scholtz aus dem Heeresdienst verabschiedet.

## Auszeichnungen
- Roter Adlerorden I. Klasse mit Eichenlaub[3]
- Kronenorden I. Klasse[3]
- Eisernes Kreuz (1914) II. und I. Klasse
- Pour le Mérite am 3. September 1915
- Ehrendoktor der Universität Jena am 29. Juli 1918
- Nach ihm wurde die ehemalige Scholtz-Kaserne in Neumünster (Schleswig-Holstein) benannt.